# Neuenhof (Leichlingen)
Neuenhof ist ein Wohnplatz in Leichlingen (Rheinland) im Rheinisch-Bergischen Kreis.

## Lage und Beschreibung
Der Ort liegt östlich von Witzhelden an der Landesstraße L294 auf der Wasserscheide zwischen dem Wersbach und dem Sengbach nahe den Stadtgrenzen zu Solingen und Burscheid. Nachbarorte sind Bern, Brachhausen, Nüsenhöfen, Hölverscheid, Meie, Altenbach, Höhscheid, Heide und Wersbacher Mühle auf Leichlinger und Heide, Kippekofen und Schneppendahl auf Burscheider Stadtgebiet.

## Geschichte
Der Ort erscheint erstmals auf der Preußischen Uraufnahme von 1844 und ist dort mit Neuenhof beschriftet.
1832 gehörte Neuenhof unter dem Namen Neuenheide dem Kirchspiel Witzhelden der Bürgermeisterei Burscheid an. Der laut der Statistik und Topographie des Regierungsbezirks Düsseldorf als Hofstadt kategorisierte Ort besaß zu dieser Zeit drei Wohnhäuser. Zu dieser Zeit lebten 13 Einwohner im Ort, allesamt evangelischen Glaubens.
Aufgrund der Gemeindeordnung für die Rheinprovinz erhielt 1845 das Kirchspiel Witzhelden den Status einer Gemeinde, schied aus der Bürgermeisterei Burscheid aus und bildete ab 1850 eine eigene Bürgermeisterei. Im Gemeindelexikon für die Provinz Rheinland werden 1885 zwei Wohnhäuser mit elf Einwohnern angegeben. 1895 besitzt der Ort drei Wohnhäuser mit 23 Einwohnern, 1905 fünf Wohnhäuser und 28 Einwohner.
Am 1. Januar 1975 wurde die Gemeinde Witzhelden mit Neuenhof in Leichlingen eingemeindet.